# Воденски народоосвободителен батальон
Воденският народоосвободителен батальон е комунистическа партизанска единица в Егейска Македония, участвала в съпротивителното движение в окупирана Гърция през Втората световна война в рамките на ЕЛАС.

## Дейност
Батальонът е създаден на Каймакчалан на 16 юни 1944 година в Тридесети полк на ЕЛАС, скоро след като СНОФ е разформирован. Съставен е от доброволци от Воденско и Мъгленско в първоначалния сборен център мъгленското село Горно Родиво. За комендант на батальона е назначен Лефтерис Фундалакис, а за политически комисар Георги Урдов - Джоджо. През юли 1944 година числеността му достига 575 бойци и води сражения с германските части и охранителните батальони на 4 август, срещу партизански отряди на антикомунистическата съпротива ПАО в селата Киркалово и Куфалово на 29 август, в Балъджа, Дъбово, Пласничево и в местността Мухарем хан и други. ГКП и ЕЛАС взимат решение за разформироване на славяномакедонските единици, но политическият комисар Павле Раковски под натиска на ЮКП прехвърля батальона във Вардарска Македония между 12 и 13 октомври 1944 година, където се влива в Народоосвободителна войска на Македония. На 18 ноември влиза в Битоля и заедно с Леринско-костурска македонска народоосвободителна бригада се обединяват в Първа егейска народоосвободителна ударна бригада.

## Дейци
- Георги Урдов – Джоджо, политически комисар
- Лефтерис Фундалакис, комендант
- Павле Раковски, политически комисар